# 陈仁璧
陈仁璧（?—?），字象玄，五代十国时期泉州莆田县人。
祖父陈枢，在唐朝时官至循州录事参军，病死于任上。父亲陈沆，在后梁时任天雄军节度推官，在父亲死后弃官归乡，聚徒讲学；闽王王审知想征召他为官，坚辞不受。
陈仁璧以文才和德行为人称道。在清源军节度使留从效每年举办的“秋堂”考试中，陈仁璧考中第一名，随即被留从效任命为晋江县令。后来，陈仁璧在留从效的后继者平海军节度使陈洪进属下担任泉州别驾，曾劝陈洪进归宋。北宋太平兴国二年（977年），陈洪进率僚属入宋，陈仁璧因年老，命儿子陈靖替自己随行。太平兴国三年（978年）四月，陈洪进纳土降宋。宋太祖为表彰陈仁璧的忠诚，封他为承奉郎、检校尚书膳部员外郎、守泉州录事参军，赐绯鱼袋。同年十二月，泉州仙游县游洋洞人林居裔在游洋洞附近的百丈镇发动农民起义，陈仁璧听说后，徒步前往两浙西南路转运使杨克让（又名杨克巽）处，为其筹划平叛方略。陈仁璧去世后，宋朝朝廷追赠太子洗马。
其子陈靖担任过陽翟县主簿，官至秘书监。